# 鷲神社 (加須市佐波)
鷲神社（わしじんじゃ）は、埼玉県加須市の神社。

## 歴史
創建年代は不明である。ただ当地は大坂の陣で敗れた落武者が開拓したといわれており、当社は落武者一族の氏神として祀られたといわれている。「光勝寺」が別当寺であった。光勝寺は真言宗の寺院であったが、明治初期の神仏分離により、廃寺に追い込まれた。旧光勝寺にあった「愛染明王堂」と地蔵尊は大正期に移転され、愛染明王堂は当社の境内に、地蔵尊は旧渡船場に移された。
1872年（明治5年）、近代社格制度に基づく「村社」に列せられた。

## 交通アクセス
- 羽生ICより車10分。